# Таллус, Яакко
Яакко Таллус (фин. Jaakko Tallus, род. 23 февраля 1981 года, Лиекса) — известный финский двоеборец, Олимпийский чемпион, чемпион мира. На 2013 год считался самым молодым из живущих олимпийских чемпионов Финляндии.
В Кубке мира Таллус дебютировал в 1999 году, в январе 2001 года одержал свою первую победу на этапе Кубка мира, в команде. Всего на сегодняшний момент имеет 3 победы на этапах Кубка мира, все в командных соревнованиях. Лучшим достижением в итоговом зачёте Кубка мира для Таллуса является 4-е место в сезоне 2001-02.
На Олимпиаде-2002 в Солт-Лейк-Сити завоевал золото в командных соревнованиях и серебро в индивидуальной гонке, кроме того в спринте занял 4-е место.
На Олимпиаде-2006 в Турине завоевал бронзу в команде, так же дважды был 5-м, в индивидуальной гонке и спринте.
На Олимпиаде-2010 в Ванкувере показал следующие результаты: командные соревнования — 7-е место, большой трамплин + 10 км — 32-е место, нормальный трамплин + 10 км — 38-е место.
За свою карьеру участвовал в пяти чемпионатах мира, на которых завоевал одну золотую и две бронзовые медали.
Использует лыжи производства фирмы Fischer.